# Толстихин, Нестор Иванович
Нестор Иванович Толстихин (9 ноября 1896, Хабаровск, Приморская область — 20 февраля 1992, Санкт-Петербург) — советский учёный-геолог, гидрогеолог, заслуженный деятель науки и техники РСФСР, дважды лауреат премии имени Ф. П. Саваренского (1959, 1992).

## Биография
Родился 9 ноября 1896 года в Хабаровске.
В 1914 году — окончил гимназию в Чите.
В 1923 году — окончил естественное отделение МГУ.
С 1924 по 1928 годы — занимался геологическими изысканиями в Средней Азии и преподавал в качестве ассистента, а затем и доцента в Среднеазиатском государственном университете (САГУ) в Ташкенте.
С 1928 по 1935 годы — вел гидрогеологические исследования в Сибири и на Дальнем Востоке от Геолкома (ЦНИГРИ, ВСЕГЕИ).
В это же время он занимался преподаванием — в 1929 году в САГУ в Ташкенте.
C 1930 году — в Химико-технологическом и Горном институтах в Ленинграде.
С 1937 по 1938 годы состоял геологом Спецгео и выполнял работу главного редактора издания «Гидрогеология СССР». В дальнейшем, по 1941 год включительно, оставался по совместительству в должности главного редактора издания.
С 1938 по 1974 год — заведующий кафедрой «Гидрогеологии и инженерной геологии», а с 1951 по 1954 год — декан геологоразведочного факультета Ленинградского горного института.
С 1974 года и до последних дней своей жизни работал профессором-консультантом кафедры «Гидрогеологии».
Умер 20 февраля 1992 года.

## Научная деятельность
Являлся одним из основоположников региональной гидрогеологии, учения о минеральных водах и водах мерзлой зоны литосферы.
В области региональной гидрогеологии разработал принципы гидрогеологического районирования, зональности подземных вод, гидрогеологического картирования, гидрогеологии дна Мирового океана.
Разрабатывал методы прогноза распространения различных типов месторождений подземных вод.
Развил учение о минеральных водах: внес большой вклад в учение о мерзлой зоне литосферы, в разработку теоретических основ формирования и распространения многолетней мерзлоты и её взаимодействия с подземными водами. Дал классификацию подземных вод районов многолетней мерзлоты, обосновал методику гидрогеологических исследований при освоении месторождений подземных вод.
Автор более 200 научных трудов, в том числе 15 монографий.
Под его руководством защищено 8 докторских и 35 кандидатских диссертаций.

## Награды и премии
- [когда?] — Орден Ленина
- [когда?] — Два ордена «Знак Почёта»
- 1943 — Медаль «За оборону Ленинграда»
- 1945 — Медаль «За доблестный труд в Великой Отечественной войне 1941—1945 гг.»
- 1957 — Медаль «В память 250-летия Ленинграда»
- 1967 — Заслуженный деятель науки и техники РСФСР (1967)
- 1959 — Премия имени Ф. П. Саваренского (совместно с Г. Н. Каменским, М. М. Толстихиной, за 1959 год) — за работу «Гидрогеология СССР»
- 1992 — Премия имени Ф. П. Саваренского (совместно с Н. А. Мариновым, Л. И. Флёровой, за 1992 год) — за монографию «Гидрогеология Европы» (в 2-х томах)